# São Conrado
São Conrado is een woonwijk met luxueuze appartementsgebouwen in Rio de Janeiro en bevindt zich tussen de wijken Barra da Tijuca, Alto da Boa Vista, Gávea en de sloppenwijk Rocinha, de grootste favela in Brazilië. São Conrado is bekend om zijn golfterrein en omdat men er ook kan deltavliegen (vertrekken vanaf Pedra Bonita en aankomen op het Praia do Pepino). Een andere attractie in São Conrado is de Fashion Mall met meer dan 150 winkels.

## Verkeer en vervoer

### Metro
| Station                     | Lijn |
| --------------------------- | ---- |
| Station Estação São Conrado |      |

## Galerij

Panorama van het strand